# Campodorus flavescens
Campodorus flavescens är en stekelart som beskrevs av Dmitriy R. Kasparyan 2003. Campodorus flavescens ingår i släktet Campodorus och familjen brokparasitsteklar. Inga underarter finns listade.